# 3169 Остро
3169 Остро (3169 Ostro) — астероїд головного поясу, відкритий 4 червня 1981 року.
Тіссеранів параметр щодо Юпітера — 3,842.